# Уэст-Мидлендс (городская агломерация)
Городская агломерация Уэ́ст-Ми́длендс — крупнейшая городская агломерация региона Уэст-Мидлендс, с населением более двух миллионов человек. Основной город агломерации — Бирмингем.
По данным министерства статистики Англии (Office for National Statistics) в 2001 году городская агломерация Уэст-Мидлендс состояла из 10 населенных пунктов с общей численностью населения 2 284 093 человек.

## Список населенных пунктов
Населенные пункты городской агломерации Уэст-Мидлендс приведены в порядке убывания численности населения.
- Бирмингем 970 892
- Вульвергемптон 251 462
- Дадли 194 919
- Уолсолл 170 994
- Олдбэри/Смэтик 139 855
- Уэст Бромвич 136 940
- Сатон Колдфилд 105 452
- Солихалл 94 753
- Стоурбридж 55 480
- Хэйлсоуэн 55 273